# Чемпионат мира по настольному теннису 1973
Чемпионат мира по настольному теннису 1973 года прошёл с 5 по 15 апреля в Сараево (Югославия).

Стадион «Скендерия»

## Медали

### Команды
| Пол     | Золото                                                                                          | Серебро                                                                | Бронза                                                                                  |
| ------- | ----------------------------------------------------------------------------------------------- | ---------------------------------------------------------------------- | --------------------------------------------------------------------------------------- |
| Мужчины | Швеция · Стеллан Бенгтссон · Андерс Йоханссон · Челль Йоханссон · Бо Перссон · Ингемар Викстрём | Китай · Дяо Вэньюань · Ли Цзингуан · Лян Гэлян · Сюй Шаофа · Си Эньтин | Япония · Нобухико Хасэгава · Юдзиро Имано · Норио Такасима · Мицуру Коно · Токио Тасака |
| Женщины | Республика Корея · Ким Сунъок · Чун Хюнсук · Ли Айлеса · Пак Мира                               | Китай · Ху Юйлань · Чжан Ли · Чжэн Хуайин · Чжэн Миньчжи               | Япония · Томиэ Эдано · Михо Хамада · Сатико Ёкота · Юкиэ Одзэки                         |

### Спортсмены
| Разряд                   | Золото                            | Серебро                            | Бронза                          |
| ------------------------ | --------------------------------- | ---------------------------------- | ------------------------------- |
| Мужской одиночный разряд | Си Эньтин                         | Стеллан Бенгтссон                  | Антун Стипанчич                 |
| Мужской одиночный разряд | Си Эньтин                         | Стеллан Бенгтссон                  | Драгутин Шурбек                 |
| Женский одиночный разряд | Ху Юйлань                         | Алиса Грофова                      | Чжан Ли                         |
| Женский одиночный разряд | Ху Юйлань                         | Алиса Грофова                      | Пак Мира                        |
| Мужской парный разряд    | Стеллан Бенгтссон Челль Йоханссон | Иштван Жоньер Тибор Клампар        | Жан-Дени Констан Жак Секретен   |
| Мужской парный разряд    | Стеллан Бенгтссон Челль Йоханссон | Иштван Жоньер Тибор Клампар        | Антун Стипанчич Драгутин Шурбек |
| Женский парный разряд    | Мария Александру Михо Хамада      | Цю Баоцинь Линь Мэйцюнь            | Тадзуко Абэ Томиэ Эдано         |
| Женский парный разряд    | Мария Александру Михо Хамада      | Цю Баоцинь Линь Мэйцюнь            | Джилл Паркер Беатрикс Кишхази   |
| Микст                    | Лян Гэлян Ли Ли                   | Анатолий Строкатов Аста Гедрайтите | Юй Чанчунь Чжэн Хуайин          |
| Микст                    | Лян Гэлян Ли Ли                   | Анатолий Строкатов Аста Гедрайтите | Йозеф Дворжачек Алиса Грофова   |